# Kansas Bowling
Kansas Bowling (Los Ángeles, California; 2 de agosto de 1996) es una actriz, guionista y directora de cine y fotografía estadounidense. Es conocida por dirigir la película B.C. Butcher (2016) y por su papel en Once Upon A Time In Hollywood (2019).

## Primeros años
Bowling nació y se crio en California. Es hija de William Preston Bowling y Arin Thompson, y hermana de la también actriz Parker Love Bowling.
A los 13 años, recibió una cámara de película Super 8 como regalo de Navidad e inmediatamente comenzó a filmar cortometrajes con su hermana.

## Carrera
Bowling dirigió B.C. Butcher (2016), protagonizada por Kato Kaelin, Natasha Halevi, Rodney Bingenheimer y Kadeem Hardison. La película fue producida por Lloyd Kaufman y distribuida por Troma Entertainment en su servicio de transmisión Troma Now en VHX.
La película tuvo su estreno en cines el 3 de marzo de 2016, en el Grauman's Egyptian Theatre en Hollywood. El estreno contó con la actuación musical de Count Smokula y Ron Jeremy.
Bowling fue el primer miembro del Troma Institute for Gifted Youth y figura como uno de los 42 prometedores de la revista W en su edición de abril de 2016 “Next in Line”.
Bowling y su hermana Parker Love Bowling protagonizaron la película del período bíblico de Jared Masters Absolute Vow, junto a Aki Aleong.
En 2018, Bowling produjo y actuó en el cortometraje Swamp Women Kissing Booth, que fue la primera película en presentar a la actriz Kathleen Hughes, estrella de It Came from Outer Space, en un papel protagónico desde 1958.
En 2019, interpretó a Sandra Good, miembro de la familia Manson, en Once Upon a Time in Hollywood de Quentin Tarantino.

## Vida personal
Bowling está en pareja desde hace varios años con el músico Don Devore.
Actualmente, reside en Nevada.

## Filmografía

### Cine
| Año  | Título                                         | Director                                                                                             | Rol       | Rol        | Rol   | Rol       | Rol                             | Nota         |
| Año  | Título                                         | Director                                                                                             | Dirección | Producción | Guion | Actuación | Papel                           | Nota         |
| ---- | ---------------------------------------------- | --- | --------- | ---------- | ----- | --------- | ------------------------------- | ------------ |
| 2003 | Klepto                                         | Thomas Trail                                                                                         |           |            |       | Sí        | Hija de Nick                    | [ 15 ]       |
| 2016 | B.C. Butcher                                   | Kansas Bowling                                                                                       | Sí        | Sí         | Sí    | Sí        | Modelo                          |              |
| 2016 | Frankie Teardrop                               | Juliana Sorelli                                                                                      |           |            |       | Sí        |                                 | Cortometraje |
| 2016 | I Just Sued the School System!                 | Ver listaJoseph Lombardi Joel Toohey                                                                 |           |            |       | Sí        | Estudiante                      |              |
| 2016 | How the Wrong Brothers Saved Christmas         | Tony Suriano                                                                                         |           |            |       | Sí        | Antonia                         |              |
| 2016 | The Bridemaker                                 | Tori Pope                                                                                            |           |            |       | Sí        | Novia                           | Cortometraje |
| 2017 | Heart of Fartness: Troma's First VR Experience | Ver listaJohn Patrick Brennan Lloyd Kaufman                                                          |           |            |       | Sí        | Mujer vudú panameña             | Cortometraje |
| 2017 | ReAgitator: Revenge of the Parody              | Dylan Mars Greenberg                                                                                 |           |            |       | Sí        | Nancy                           |              |
| 2017 | Curious Females                                | Leah Rachel                                                                                          |           |            |       | Sí        | Tara                            | Cortometraje |
| 2017 | Ghostroads: A Japanese Rock N Roll Ghost Story | Ver listaEnrico Ciccu Les Decidous Jr. Ken Nishikawa Mike Rogers                                     |           |            |       | Sí        | Ingeniera de radio              |              |
| 2017 | Absolute Vow                                   | Jared Masters                                                                                        |           | Sí         |       | Sí        | Bithiah                         |              |
| 2018 | Swamp Women Kissing Booth                      | Tori Pope                                                                                            |           | Sí         |       | Sí        | Sissy                           | Cortometraje |
| 2018 | Waltz Skateboarding Launch Promo               | Mike Osterman                                                                                        |           |            |       | Sí        | Chica de la teoría conspirativa | Cortometraje |
| 2018 | Death Valley Girls: More Dead                  | Dylan Mars Greenberg                                                                                 |           | Sí         |       | Sí        | Destino del sol                 | Cortometraje |
| 2018 | The Great American Mud Wrestle                 | Hunter Ray Barker                                                                                    |           |            |       | Sí        | Chica más mala de la ciudad     | Cortometraje |
| 2018 | Mr. Malevolent                                 | Ver listaRusty Cundieff Darin Scott                                                                  |           |            |       | Sí        | Persona rubia de la ciudad      |              |
| 2018 | It's Just a Game                               | Daniel Emery Taylor                                                                                  |           |            |       | Sí        | Hermana Margot                  |              |
| 2018 | What We Leave Behind                           | Matt Leal                                                                                            |           |            |       | Sí        | Emma                            | Cortometraje |
| 2019 | First Person: A Film About Love                | Ashley Cahill                                                                                        |           |            |       | Sí        | Samantha                        |              |
| 2019 | Once Upon a Time in Hollywood                  | Quentin Tarantino                                                                                    |           |            |       | Sí        | Sandra «Blue» Good              |              |
| 2019 | Necro-Sexual                                   | Brian Rosin                                                                                          |           |            |       | Sí        | Amy                             | Cortometraje |
| 2019 | Verotika                                       | Glenn Danzig                                                                                         |           |            |       | Sí        | Joven campesina                 |              |
| 2019 | Sugar Off The Button                           | Tori Pope                                                                                            |           | Sí         |       | Sí        |                                 | Cortometraje |
| 2019 | Primitiva                                      | Daniel Trujillo                                                                                      |           | Sí         | Sí    | Sí        | Katrina                         |              |
| 2019 | Curiously Young Like A Freshly Dug Grave       | Kansas Bowling                                                                                       | Sí        |            | Sí    | Sí        |                                 | Cortometraje |
| 2019 | Beyond the Law                                 | James Cullen Bressack                                                                                |           |            |       | Sí        | Castidad                        |              |
| 2019 | Dolphy                                         | Laura Conway                                                                                         |           |            |       | Sí        | Delfín                          | Cortometraje |
| 2019 | Take an Axe                                    | Tori Pope                                                                                            |           | Sí         |       |           |                                 | Cortometraje |
| 2020 | Reality Queen!                                 | Steven Jay Bernheim                                                                                  |           |            |       | Sí        | Fan de London                   |              |
| 2020 | Imploding the Mirage                           | Sing J. Lee                                                                                          |           |            |       | Sí        |                                 | Cortometraje |
| 2020 | Psycho Ape!                                    | Addison Binek                                                                                        |           |            |       | Sí        | Nancy Banana                    |              |
| 2020 | Tales from the Grave: The Movie                | Ver listaDustin Ferguson George James Fraser Matt Aaron Krinsky Pat Kusnadi Matt Leal Sam Mason-Bell |           |            |       | Sí        | Emma                            |              |
| 2021 | Death Rider in the House of Vampires           | Glenn Danzig                                                                                         |           |            |       | Sí        | Hermana muerta del jinete       |              |
| 2022 | The Third Saturday in October Part V           | Jay Burleson                                                                                         |           |            |       | Sí        | Maggie                          |              |
| 2022 | Christmas Bloody Christmas                     | Joe Begos                                                                                            |           |            |       | Sí        | Liddy                           |              |
| 2022 | Cuddly Toys                                    | Kansas Bowling                                                                                       | Sí        |            | Sí    | Sí        | Profesora                       |              |
| 2023 | Murdercise                                     | Ver listaAngelica De Alba Paul Ragsdale                                                              |           |            |       | Sí        | Phoebe                          |              |

### Vídeos musicales
| Año  | Canción                             | Artista            | Rol       | Rol        | Rol   | Rol       | Nota |
| Año  | Canción                             | Artista            | Dirección | Producción | Guion | Actuación | Nota |
| ---- | ----------------------------------- | ------------------ | --------- | ---------- | ----- | --------- | ---- |
| 1998 | «Believe»                           | K's Choice         |           |            |       | Sí        |      |
| 2014 | «So Long»                           | Alyeska            | Sí        |            | Sí    |           |      |
| 2015 | «You Needed to Know»                | CTZNSHP            | Sí        |            |       | Sí        |      |
| 2016 | «Post Teenage Angst»                | Kill My Coquette   | Sí        |            |       |           |      |
| 2016 | «Disco»                             | Death Valley Girls | Sí        |            |       |           |      |
| 2016 | «Bloom»                             | Papa M             | Sí        |            |       |           |      |
| 2016 | «Post Teenage Angst»                | Kill My Coquette   | Sí        |            | Sí    |           |      |
| 2016 | «Zombie Movie»                      | Peter Litvin       |           |            |       | Sí        |      |
| 2016 | «Muffins»                           | Them Guns          |           |            |       | Sí        |      |
| 2017 | «Spin Spin»                         | Tilli              | Sí        |            |       |           |      |
| 2017 | «Flesh Flower Dream»                | Tilli              | Sí        |            |       |           |      |
| 2017 | «Always»                            | The Fontaines      | Sí        |            |       |           |      |
| 2017 | «Dd»                                | Taffy              | Sí        |            |       |           |      |
| 2017 | «Forever Blue»                      | The Moonkids       | Sí        |            |       |           |      |
| 2017 | «L.A. Don't Love You»               | Kat Meoz           | Sí        |            |       |           |      |
| 2017 | «Murkiii»                           | Taffy              | Sí        |            |       |           |      |
| 2017 | «Never Slow Down»                   | Livingmore         | Sí        |            |       |           |      |
| 2017 | «The Jester»                        | Silas Nello        | Sí        |            |       |           |      |
| 2017 | «Christmas in Hollywood»            | Kat Meoz           | Sí        |            |       |           |      |
| 2018 | «Disaster (Is What We're After)»    | Death Valley Girls | Sí        |            |       |           |      |
| 2018 | «The Resort Beyond the Last Resort» | Collapsing Scenery | Sí        |            |       |           |      |
| 2018 | «Burn Down the Cornfield»           | Collapsing Scenery | Sí        |            |       |           |      |
| 2018 | «Modern World»                      | Collapsing Scenery | Sí        |            |       |           |      |
| 2018 | «Here I Wait»                       | Kat Meoz           | Sí        |            |       | Sí        |      |
| 2018 | «Magst du mich»                     | Drangsal           | Sí        |            |       | Sí        |      |
| 2018 | «One Less Thing) Before I Die»      | Death Valley Girls | Sí        |            |       | Sí        |      |
| 2018 | «Trashworld»                        | Surfbort           | Sí        |            |       |           |      |
| 2018 | «Diamond Nights»                    | Lauren Rocket      | Sí        |            |       |           |      |
| 2019 | «Falling»                           | CRX                | Sí        |            |       |           |      |
| 2019 | «Get Close»                         | CRX                | Sí        |            |       |           |      |
| 2019 | «The Bold One»                      | Kristeen Young     | Sí        |            |       |           |      |
| 2020 | «Caution»                           | The Killers        |           |            |       | Sí        |      |
| 2020 | «My Own Soul's Warning»             | The Killers        |           |            |       | Sí        |      |
| 2020 | «Beam Me Up»                        | Lauren Rocket      | Sí        |            |       |           |      |
| 2021 | «Corpse Grinding Man»               | Harley Poe         |           |            |       | Sí        |      |
| 2022 | «You Already Know»                  | Collapsing Scenery | Sí        |            |       |           |      |
| 2022 | «Feathers in the Clouds»            | James Marlon Magas | Sí        |            |       |           |      |
| 2022 | «Violence»                          | Headkrack          | Sí        |            |       |           |      |

## Premios y nominaciones
| Año  | Premio                          | Categoría                      | Nominada por | Resultado |
| ---- | ------------------------------- | ------------------------------ | ------------ | --------- |
| 2020 | Independent Horror Movie Awards | Mejor actriz                   | Psycho Ape!  | Nominada  |
| 2021 | Festival Award                  | Mejor actriz                   | Psycho Ape!  | Nominada  |
| 2022 | LA Live Film Award              | Mejor video musical de hip hop | «Violence»   | Ganadora  |